# Blanche (piosenkarka)
Blanche, właściwie Ellie Delvaux (ur. 10 czerwca 1999 w Brukseli) – belgijska piosenkarka i autorka tekstów. Uczestniczka piątej edycji programu The Voice Belgique (2016). Reprezentantka Belgii w 62. Konkursie Piosenki Eurowizji (2017).
Pseudonim artystyczny Blanche jest właściwie trzecim imieniem piosenkarki.

## Życiorys
Uczęszczała do szkoły muzyczno-teatralnej, brała udział w szkolnych spektaklach. Komunikuje się w językach: francuskim, angielskim, hebrajskim i jidysz.
Mając 16 lat, wzięła udział w przesłuchaniach do programu The Voice of Belgium. Podczas tzw. „przesłuchań w ciemno” wykonała utwór „Daydreamer” z repertuaru Adele i trafiła do drużyny „Cats on Trees”. Dzięki wygraniu „pojedynku”, w którym zaśpiewała piosenkę Radiohead „Creep”, zakwalifikowała się do odcinków transmitowanych na żywo. Odpadła na etapie półfinałów”. 
Pod koniec listopada 2016 została ogłoszona przez belgijskiego nadawcę publicznego RTBF reprezentantką Belgii w 62. Konkursie Piosenki Eurowizji organizowanym w Kijowie. 8 marca 2017 zaprezentowała swój konkursowy utwór „City Lights”, napisany we współpracy z Pierre Dumoulin. Przed konkursem była uznawana za jedną z faworytek do wygrania. 9 maja wystąpiła jako piąta w kolejności startowej w pierwszym półfinale Konkursu Piosenki Eurowizji i z czwartego miejsca awansowała do finału, który odbył się 13 maja. Zajęła w nim czwarte miejsce po zdobyciu 363 punktów, w tym 255 punktów od telewidzów (4. miejsce) i 108 pkt od jurorów (9. miejsce). W 2018 wydała single: „Wrong Turn”, „Soon” i „Moment”.
29 maja 2020 nakładem wytwórni muzycznej PIAS Recordings wydała debiutancki album studyjny pt. Empire.

## Życie prywatne
Wyznaje judaizm.

## Dyskografia
Albumy studyjne
| Rok | Dane dot. albumu | Najwyższe pozycje na listach | Najwyższe pozycje na listach |
| Rok | Dane dot. albumu | BEL (FL)                     | BEL (WA)                     |
| --- | --- | ---------------------------- | ---------------------------- |
| 2020 | \| Empire \| \| ---------------------------------------------------------------------------------------------------------------------------------------------------------------------------------------------------------------------------------------------------------------------------------------------- \| \| 1. „Intro” – 0:18 2. „Empire” – 4:57 3. „Till We Collide” – 3:21 4. „Fences” – 3:23 5. „Only You” – 3:55 6. „Lonely” – 3:28 7. „How Does That Sound” – 3:28 8. „Soon” – 3:17 9. „1, 2, Miss You” – 3:38 10. „Summer Nights” – 3:54 11. „Pain” – 4:26 12. „We Had” – 4:02 13. „Stubborn” – 3:39 \| - Wydany: 29 maja 2020 - Wytwórnia: PIAS Recordings - Format: CD, digital download, streaming | 22                           | 7                            |
| Empire | |                              |                              |
| 1. „Intro” – 0:18 2. „Empire” – 4:57 3. „Till We Collide” – 3:21 4. „Fences” – 3:23 5. „Only You” – 3:55 6. „Lonely” – 3:28 7. „How Does That Sound” – 3:28 8. „Soon” – 3:17 9. „1, 2, Miss You” – 3:38 10. „Summer Nights” – 3:54 11. „Pain” – 4:26 12. „We Had” – 4:02 13. „Stubborn” – 3:39 | |                              |                              |

Single
| Rok                                                      | Tytuł                             | Najwyższe pozycje na listach | Najwyższe pozycje na listach | Najwyższe pozycje na listach | Najwyższe pozycje na listach | Najwyższe pozycje na listach | Najwyższe pozycje na listach | Najwyższe pozycje na listach | Najwyższe pozycje na listach | Certyfikat        | Sprzedaż       | Album                                   |
| Rok                                                      | Tytuł                             | BEL (FL)                     | BEL (WA)                     | AUT                          | FRA                          | GER                          | NLD                          | SWE                          | SWI                          | Certyfikat        | Sprzedaż       | Album                                   |
| -------------------------------------------------------- | --------------------------------- | ---------------------------- | ---------------------------- | ---------------------------- | ---------------------------- | ---------------------------- | ---------------------------- | ---------------------------- | ---------------------------- | ----------------- | -------------- | --------------------------------------- |
| 2017                                                     | „City Lights”                     | 1                            | 2                            | 14                           | 35                           | 38                           | 39                           | 18                           | 24                           | - BEL: 2× platyna | - BEL: 40 000+ | –                                       |
| 2018                                                     | „Wrong Turn”                      | –                            | –                            | –                            | –                            | –                            | –                            | –                            | –                            |                   |                | –                                       |
| 2018                                                     | „Soon”                            | –                            | –                            | –                            | –                            | –                            | –                            | –                            | –                            |                   |                | Empire                                  |
| 2018                                                     | „Moment”                          | –                            | 22                           | –                            | –                            | –                            | –                            | –                            | –                            |                   |                | –                                       |
| 2020                                                     | „Empire”                          | –                            | –                            | –                            | –                            | –                            | –                            | –                            | –                            |                   |                | Empire                                  |
| 2020                                                     | „Fences”                          | –                            | –                            | –                            | –                            | –                            | –                            | –                            | –                            |                   |                | Empire                                  |
| 2020                                                     | „1, 2, Miss You”                  | –                            | –                            | –                            | –                            | –                            | –                            | –                            | –                            |                   |                | Empire                                  |
| 2020                                                     | „Till We Collide”                 | –                            | –                            | –                            | –                            | –                            | –                            | –                            | –                            |                   |                | Empire                                  |
| 2020                                                     | „Summer Nights”                   | –                            | –                            | –                            | –                            | –                            | –                            | –                            | –                            |                   |                | Empire                                  |
| 2023                                                     | „Shattered” (oraz Bjorn Eriksson) | –                            | –                            | –                            | –                            | –                            | –                            | –                            | –                            |                   |                | Kiedy stopi się lód (ścieżka dźwiękowa) |
| „–” oznacza, że singel nie był notowany na danej liście. |                                   |                              |                              |                              |                              |                              |                              |                              |                              |                   |                |                                         |

Inne utwory
| Rok  | Tytuł                                                    | Uwagi                                                                  | Źródło |
| ---- | -------------------------------------------------------- | ---------------------------------------------------------------------- | ------ |
| 2023 | Bjorn Eriksson – Kiedy stopi się lód (ścieżka dźwiękowa) | śpiew w utworach: „Shattered”, „Red Stop Sign” i „Shattered (Reprise)” | [ 28 ] |